# Pashtshenkoa sanguensis
Pashtshenkoa sanguensis là một loài ruồi trong họ Asilidae. Pashtshenkoa sanguensis được Oldroyd miêu tả năm 1964.